# Romolo Simonetti
Romolo Simonetti (ur. 15 marca 1911 w Monfalcone, zm. ?) – włoski piłkarz, grający na pozycji pomocnika lub napastnika, trener piłkarski.

## Kariera piłkarska
W 1929 rozpoczął karierę piłkarską w miejscowej drużynie Monfalconese C.N.T. W 1932 przeszedł do Triestiny. Następnie występował w klubach Sampierdarenese i Venezia. W 1938 wrócił do Monfalcone, w którym zakończył karierę piłkarza w roku 1943.

## Kariera trenerska
Jeszcze będąc piłkarzem łączył funkcje trenerskie w latach 1942-1943 w klubie Monfalcone.